# John H. DeWitt

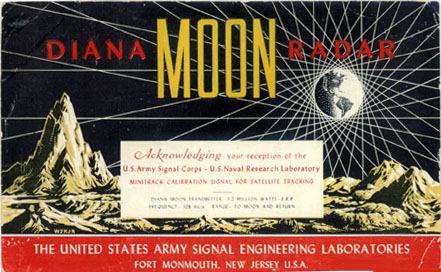
QSL-kaart voor ontvangstverslagen

John Hibbert (Jack) DeWitt Jr. (Nashville, 20 februari 1906 – aldaar, 25 januari 1999) was een Amerikaans pionier in radio-uitzendingen, radarastronomie en fotometrie. Hij was de eerste die erin slaagde om radiogolven tegen de Maan terug te laten kaasten naar de Aarde, op 10 januari 1946 als onderdeel van Project Diana.

## Biografie
John DeWitt jr. werd geboren in Nashville als zoon van de rechter John Hibbert DeWitt sr. Reeds van jongs af aan ontwikkelde hij een interesse in de elektrotechniek en dan met name de radiotechnologie. Hij werd in 1921 zendamateur met de roepnaam N4CBC. In 1924 hielp hij mee met het ontwerp en de installatie van een 100-Watt radiozender in de First Baptist Church in Nashville die hiermee de eerste commerciële radiostation van de regio werd. DeWitt behaalde in 1928 zijn ingenieurs-bachelordiplioma aan de Vanderbilt-universiteit.

## Carrière
DeWitt ging in 1929 aan slag bij Bell-laboratories in Washington D.C. In 1932 keerde hij terug naar Nashville alwaar hij hoofd engineering werd bij de radio-omroep WSM. Na de uitbraak van de Tweede Wereldoorlog werd hij als luitenant-kolonel in het Amerikaanse leger gestationeerd in Washington waar hij bij Evans Signal Laboratories van de Army Signal Corps onderzoek deed naar radarsystemen. In 1943 werd bij benoemd tot directeur van Evans Laboratories waar hij vanaf 1945 leiding gaf aan Project Diana.
Dit project, vernoemd naar de Romeinse maangodin Diana, was een experimenteel project van het Amerikaanse Army Signal Corps die in 1946 werd uitgevoerd om radiogolven terug te laten kaatsen tegen de Maan en de reflectie op te vangen met antennes. Met het project werd aangetoond dat het mogelijk was om terrestiale radiogolven door de ionosfeer te zenden en te ontvangen. Dit opende de mogelijkheid voor radio-communicatie vanaf de Aarde naar ruimtesondes. Dit experiment was daarom een grote stap voor de ruimtevaart.
In 1946 zwaaide hij af bij het leger en was een jaar lang werkzaam als consultant voor Clear-channel station, dat op zoek was naar toestemming om het zendvermogen te vergroten. Maar in 1947 kon hij voorzitter worden van WSM, een functie die hij tot 1968 vervulde toen hij met pensioen ging.
In de periode dat hij voorzitter van WSM was kwam hij in contact met de astronoom Carl Keenan Seyfert die hij nog kende van zijn studie aan Vanderbilt. DeWitt hielp hem met zijn zelfgebouwde 30 cm spiegeltelescoop omdat de universiteit slechts beschikte over een 15 cm Linsentelescoop. Voor Seyfert construeerde hij ook fotometers voor het uitvoeren van foto-elektrische fotometrie. Zijn telescoop staat tegenwoordig op het dak van de Vanderbilt-universiteit.